# Someday (singel Mariah Carey)
Someday – trzeci singel Mariah Carey, promujący jej debiut Mariah Carey. Piosenka została napisana przez Mariah Carey i Bena Marguliesa i wyprodukowana przez Rica Wake’a. Mimo że singel był wielkim hitem w USA, poza Stanami nie stał się wielkim hitem.

## Nagrywanie
„Someday” była jedną z 5 piosenek na albumie demo Mariah, która pozwoliła Mariah podpisać kontrakt z Columbia. Sony zmieniło jednak trochę tę piosenkę i skróciła ją o 8 sekund. Carey i Margulies zostali zmuszeni do zaakceptowania zmian, ponieważ inaczej piosenka nie zostałaby wyprodukowana. Carey była niezadowolona z końcowej wersji „Someday” tak samo, jak Margulies.

## Listy przebojów
„Someday” kontynuował ciąg singli Mariah, które stawały się hitami #1. Na pierwszym miejscu znalazł się w ósmym tygodniu na Hot 100 i spędził 2 tygodnie na szczycie listy. Zastąpił on „All the Man That I Need” Whitney Houston i został zastąpiony przez „One More Try” Timmy’ego T. „Someday” spędził 15 tygodni w pierwszej 40 i znalazł się na 13. pozycji Hot 100 końcoworocznej, robią z tego jeden z największych hitów roku 1991. RIAA certyfikowało singel złotem.
W innych krajach kariera singla była podobna do kariery „Love Takes Time”, poprzedniego singla Mariah, oprócz Kanady, gdzie zdobył pierwsze miejsce na liście. W Wielkiej Brytanii singel znalazł się w pierwszej 40 (jak „Love Takes Time”), ale w Australii już nie. Z „Someday” i kolejnego singla „I Don't Wanna Cry”, Carey nie była znana w krajach poza Ameryką Północną aż do wydania drugiego albumu Emotions.

## Remiksy i teledyski
Duża liczba remiksów została wyprodukowana przez Shepa Pettibone, jak główny remiks znany jako „Someday (new 7" jackswing)” i inna wersja znana jako „Someday (new 12" jackswing)”. Został nagrany także house mix, wersja extended wersji albumowej oraz wersja a capella.
- Scena z teledysku

Teledysk został nakręcony przez Larry’ego Jordana w Bayonne High School w Bayonne, New Jersey. Opowiada on o chłopaku, który źle traktował swoją dziewczynę, a teraz chce mieć ją z powrotem w swoim życiu. Wersja „new 12" jackswing” została zastąpiona przez wersje live z MTV Unplugged na DVD z 1999 roku #1's.

## Lista utworów
U.S. CD single (cassette single/7" single)
1. „Someday” (new 7" jackswing)
2. „Alone in Love” (album version)

U.S. CD single (12" maxi single)
1. „Someday” (new 7" jackswing)
2. „Someday” (new 7" straight)
3. „Someday” (new 12" jackswing)
4. „Someday” (pianoapercapella)
5. „Alone in Love” (album version)

UK CD single (5" single)
1. „Someday” (7" jackswing)
2. „Someday” (12" jackswing)
3. „Someday” (12" house)

JAPANESE Picture CD Single (5" single)
(Comes with a 1991 Calendar and Stickers)
1. „Someday” (new 7" jackswing)
2. „Someday” (new 7" straight)
3. „Someday” (new 12" jackswing)
4. „Someday” (pianoapercapella-new)
5. „Alone in Love” (album version)

## Pozycje na listach przebojów
| Lista (1991)                                    | Najwyższa pozycja |
| ----------------------------------------------- | ----------------- |
| Australian ARIA Singles Chart                   | 44                |
| Canadian Hot 100                                | 5                 |
| France Top 100 Singles                          | 38                |
| Israeli Singles Chart                           | 2                 |
| UK Singles Chart                                | 38                |
| U.S. ARC Weekly Top 40                          | 1                 |
| U.S. Billboard Hot 100                          | 1                 |
| U.S. Billboard Hot R&B/Hip-Hop Singles & Tracks | 3                 |
| U.S. Billboard Adult Contemporary               | 5                 |
| U.S. Billboard Hot Dance Club Play              | 1                 |